# United States Air Force
United States Air Force (USAF) – Siły Powietrzne Stanów Zjednoczonych, jeden z rodzajów Sił Zbrojnych Stanów Zjednoczonych, odpowiedzialny za pewną część działań w powietrzu (duża liczba samolotów i śmigłowców bojowych podlega także marynarce wojennej, wojskom lądowym i korpusowi piechoty morskiej). Utworzone zostały jako odrębny rodzaj sił zbrojnych na bazie lotnictwa armii amerykańskiej, 18 września 1947, poprzednikiem USAF były:
- Aeronautical Division, U.S. Signal Corps 1 sierpnia 1907 – 18 lipca 1914
- Aviation Section, U.S. Signal Corps(inne języki) 18 lipca 1914 – 20 maja 1918
- Division of Military Aeronautics(inne języki) 20 maja 1918 – 24 maja 1918
- United States Army Air Service 24 maja 1918 – 2 lipca 1926
- United States Army Air Corps 2 lipca 1926 – 20 czerwca 1941
- United States Army Air Forces 20 czerwca 1941 – 18 września 1947

Instytucjonalnie zarządza nimi Departament Sił Powietrznych Stanów Zjednoczonych (U.S. Department of Air Force), kierowany przez cywilnego urzędnika w randze ministra – sekretarza sił powietrznych (secretary of air force), choć pozostającego poza ścisłym kierownictwem rządu Stanów Zjednoczonych, tzw. gabinetem (cabinet). Bezpośrednim przełożonym sekretarza sił powietrznych jest sekretarz obrony (secretary of defence).

## Struktura i organizacja
- Dowództwo Lotnictwa Bojowego (Air Combat Command), Langley AFB, Wirginia
  - 1 Armia Lotnicza (1st Air Force), Tyndall Air Force Base, Panama City, Floryda
  - 8 Armia Lotnicza (8th Air Force), Barksdale(inne języki), Luizjana
  - 9 Armia Lotnicza (9th Air Force), Shaw, Karolina Południowa
  - 12 Armia Lotnicza (12th Air Force), Davis-Monthan, Arizona
  - 10 Armia Lotnicza (10th Air Force), Naval Air Station Fort Worth Joint Reserve Base, Teksas
- Siły Powietrzne Stanów Zjednoczonych w Europie (US Air Forces in Europe)
- Ramstein AB, Niemcy
- 3 Armia Lotnicza (3rd Air Force), RAF Mildenhall, Wielka Brytania
- 16 Armia Lotnicza (16th Air Force), Aviano, Włochy
- Dowództwo Lotnictwa Pacyfiku (Pacific Air Command), Hickam AFB, Hawaje
  - 5 Armia Lotnicza (5th Air Force), Yokota AB, Japonia
  - 7 Armia Lotnicza (7th Air Force), Osan Air Base, Korea Południowa
  - 11 Armia Lotnicza (11th Air Force), Elmendorf AFB, Alaska
  - 13 Armia Lotnicza (13th Air Force), Andersen AFB, Guam
- Dowództwo Lotnictwa Transportowego (Air Mobility Command), Scott Air Force Base, Illinois
  - 4 Armia Lotnicza (4th Air Force), March ARB, Kalifornia; lotnictwo tankowania paliwa
  - 18 Armia Lotnicza (18th Air Force), Scott AFB, Illinois
  - 22 Armia Lotnicza (22nd Air Force), Dobbins ARB, Georgia; lotnictwo transportowe
- Dowództwo Wojsk Kosmicznych (Air Force Space Command), Peterson AFB, Kolorado
  - 14 Armia Lotnicza (14th Air Force), Vandenberg AFB, Kalifornia
  - 20 Armia Lotnicza (20th Air Force), F.E. Warren AFB, Wyoming
- Dowództwo Lotniczych Operacji Specjalnych (Air Force Special Operations Command), Hurlburt Field, Floryda
- Dowództwo Wyszkolenia Lotniczego (Air Education and Training Command), Randolph AFB, Teksas
  - 2 Armia Lotnicza (2nd Air Force), Keesler AFB, Mississippi
  - 19 Armia Lotnicza (19th Air Force), Randolph AFB, Teksas
- Dowództwo Rezerwy Sił Powietrznych (AF Reserve Command), Robins AFB, Georgia
  - 4 Armia Lotnicza (4th Air Force), March ARB, Kalifornia; lotnictwo tankowania paliwa
  - 10 Armia Lotnicza (10th Air Force), NAS JRB Fort Worth, Teksas
  - 22 Armia Lotnicza (22nd Air Force), McGuire Air Force Base, New Jersey
  - Lotnictwo Gwardii Narodowej (Air National Guard)
- Agencja Budownictwa Sił Powietrznych (Air Force Civil Engineer Support Agency), Tyndall AFB, Floryda
- Agencja Częstotliwości Radiowych Sił Powietrznych (Air Force Frequency Management Agency), Alexandria, Wirginia
- Agencja Kontroli Sił Powietrznych (Air Force Inspection Agency), Kirtland AFB, Nowy Meksyk
- Agencja Wywiadu, Inwigilacji i Rozpoznania Sił Powietrznych Stanów Zjednoczonych (Air Force Intelligence, Surveillance and Reconnaissance Agency), Lackland AFB, Teksas
- Agencja Logistyki Sił Powietrznych (Air Force Logistics Management Agency), Maxwell AFB, Alabama
- Agencja Kadr Sił Powietrznych (Air Force Manpower Agency), Randolph AFB, Teksas
- Agencja Paliw Sił Powietrznych (Air Force Petroleum Agency), Fort Belvoir, Wirginia
- Agencja Nieruchomości Sił Powietrznych (Air Force Real Property Agency), Arlington, Wirginia
- Agencja Obsługi Sił Powietrznych (Air Force Services Agency), San Antonio, Teksas
- Agencja Meteorologiczna Sił Powietrznych (Air Force Weather Agency), Offutt AFB, Nebraska

## Flota
| Zdjęcie                                                   | Samolot                               | Producent           | Typ                                               | Wersja                                                                             | Liczba sztuk        | W służbie od        | Uwagi |
| Samoloty myśliwskie                                       | Samoloty myśliwskie                   | Samoloty myśliwskie | Samoloty myśliwskie                               | Samoloty myśliwskie                                                                | Samoloty myśliwskie | Samoloty myśliwskie | Samoloty myśliwskie |
| --------------------------------------------------------- | ------------------------------------- | ------------------- | ------------------------------------------------- | ---------------------------------------------------------------------------------- | ------------------- | ------------------- | --- |
|                                                           | McDonnell Douglas F-15 Eagle          | USA                 | myśliwiec przewagi powietrznej                    | F-15C F-15D                                                                        | 137 17              | 1979                | Wersje A/B wprowadzono do służby w 1975. |
|                                                           | McDonnell Douglas F-15E Strike Eagle  | USA                 | myśliwiec szturmowy                               | F-15E F-15EX                                                                       | 206 8               | 1989 2024           | Zamówiono 104 F-15EX. |
|                                                           | General Dynamics F-16 Fighting Falcon | USA                 | myśliwiec wielozadaniowy                          | F-16C F-16D                                                                        | 708 133             | 1984                | Wersja F-16A weszła do służby w 1978. |
|                                                           | Lockheed F-22 Raptor                  | USA                 | myśliwiec przewagi powietrznej                    | F-22A                                                                              | 178                 | 2005                | 4 utracono w wypadkach. |
|                                                           | Lockheed Martin F-35 Lightning II     | USA                 | myśliwiec wielozadaniowy                          | F-35A                                                                              | 526                 | 2016                | Wstępna gotowość - 2016, pełna gotowość operacyjna - 2025.                                                                                       |
|                                                           |                                       |                     |                                                   |                                                                                    | 1913                |                     | |
| Samoloty szturmowe                                        |                                       |                     |                                                   |                                                                                    |                     |                     | |
|                                                           | Fairchild A-10 Thunderbolt II         | USA                 | szturmowy/wsparciarozpoznawczy                    | A-10C                                                                              | 234                 | 1977                | Zmodernizowane A-10A w służbie od 2007. |
|                                                           | Lockheed AC-130                       | USA                 | samolot bliskiego wsparcia                        | AC-130W Stinger IIAC-130J Ghostride                                                | 329                 | 20072017            | AC-130W Stinger II znane też jako MC-130W Combat Spear/Dragon Spear to przebudowane HC-130H. 32 MC-130J przebudowane do AC-130J zastąpi AC-130H. |
|                                                           |                                       |                     |                                                   |                                                                                    | 266                 |                     | |
| Samoloty bombowe                                          |                                       |                     |                                                   |                                                                                    |                     |                     | |
|                                                           | Rockwell B-1B Lancer                  | USA                 | bombowiec strategiczny                            | B-1B                                                                               | 40                  | 1986                | |
|                                                           | Northrop B-2 Spirit                   | USA                 | bombowiec strategiczny                            | B-2A                                                                               | 18                  | 1997                | 1 utracono w 2008. |
|                                                           | Boeing B-52 Stratofortress            | USA                 | bombowiec strategiczny                            | B-52H                                                                              | 72                  | 1962                | 5 stracono w wypadkach, a 17 zestrzelono. B-52A weszły do służby w 1955.                                                                         |
|                                                           |                                       |                     |                                                   |                                                                                    | 130                 |                     | |
| Powietrzne tankowce                                       |                                       |                     |                                                   |                                                                                    |                     |                     | |
|                                                           | Lockheed HC-130 King                  | USA                 | Search and rescue/ transportowiec/tankowiec       | HC-130J Combat King II                                                             | 40                  | 2013                | |
|                                                           | Lockheed MC-130                       | USA                 | wsparcie sił specjalnych/ transportowce/tankowiec | MC-130J Commando II                                                                | 57                  | 2011                | |
|                                                           | Boeing KC-46                          | USA                 | tankowiec powietrzny                              | KC-46A                                                                             | 88                  | -                   | Planowane 179 sztuk. |
|                                                           | Boeing KC-135 Stratotanker            | USA                 | tankowiec powietrzny                              | KC-135RKC-135T                                                                     | 32451               | 1957                | |
|                                                           |                                       |                     |                                                   |                                                                                    | 560                 |                     | |
| Specjalnego przeznaczenia                                 |                                       |                     |                                                   |                                                                                    |                     |                     | |
|                                                           | Lockheed U-2 Dragon Lady              | USA                 | rozpoznawczy treningowy                           | U-2S TU-2S                                                                         | 27 5                | 1956                | |
|                                                           | Boeing E-3 Sentry                     | USA                 | wczesne ostrzeganie i dowodzenie                  | E-3BE-3CE-3G                                                                       | 1945                | 1977b/d2012         | |
|                                                           | Boeing E-4                            | USA                 | powietrzne centrum dowodzenia                     | E-4B                                                                               | 4                   | 1980                | |
|                                                           | Northrop Grumman E-8 Joint STARS      | USA                 | rozpoznanie i kontrola pola walki                 | E-8CTE-8                                                                           | 161                 | 1997                | |
|                                                           | E-9 Widget                            | USA · Kanada        | rozpoznanie elektroniczne                         | E-9A                                                                               | 2                   | 1988                | |
|                                                           | Northrop Grumman E-11 BACN            | USA · Kanada        | rozpoznanie pola walki/retranslator               | E-11A                                                                              | 4                   | 2011                | Battlefield Airborne Communications Node |
|                                                           | Beechcraft MC-12W Liberty             | USA                 | rozpoznanie elektroniczne (ISR)                   | MC-12W                                                                             | 41                  | 2009                | 1 utracono w 2014. |
|                                                           | Fairchild RC-26B Condor               | USA                 | Rozpoznanie/dozór                                 | RC-26B                                                                             | 11                  | b/d                 | Zmodyfikowane transportowe C-26 Metroliner. C-26A w służbie od 1990.                                                                             |
|                                                           | Lockheed EC-130                       | USA                 | walka elektroniczna                               | EC-130H Compass CallEC-130J Commando Solo                                          | 147                 | 19872003            | 3 EC-130J Commando Solo i 4 EC-130J Super J. |
|                                                           | Lockheed WC-130 Hurricane Hunters     | USA                 | rozpoznanie meteorologiczne                       | WC-130J                                                                            | 10                  | 2002                | |
|                                                           | Boeing RC-135                         | USA                 | rozpoznawczy                                      | RC-135S Cobra BallRC-135U Combat SentRC-135V Rivet JointRC-135W Rivet JointTC-135W | 32893               | 1973                | |
|                                                           | Boeing OC-135 Open Skies              | USA                 | obserwacyjny                                      | OC-135B                                                                            | 2                   | 1993                | Monitorowanie zagranicznych baz w ramach porozumienia Open Skies.                                                                                |
|                                                           | Boeing WC-135 Constant Phoenix        | USA                 | rozpoznanie skażeń i radioaktywności              | WC-135W                                                                            | 2                   | 1965                | |
|                                                           |                                       |                     |                                                   |                                                                                    | 199                 |                     | |
| Samoloty transportowe                                     |                                       |                     |                                                   |                                                                                    |                     |                     | |
|                                                           | Lockheed C-5 Galaxy                   | USA                 | strategiczny transportowiec                       | C-5M                                                                               | 52                  | 2010                | C-5A weszły do służby w 1970 roku. |
|                                                           | Beechcraft C-12 Huron                 | USA                 | lekki transportowiec                              | C-12CC-12DC-12FC-12J                                                               | 16624               | 1974                | |
|                                                           | Boeing C-17 Globemaster III           | USA                 | strategiczny transportowiec                       | C-17A                                                                              | 220                 | 1995                | Dostarczono 223 w latach 1993-2013, 1 utracono w 2010.                                                                                           |
|                                                           | Gulfstream C-20                       | USA                 | transport pasażerski                              | C-20BC-20H                                                                         | 32                  | 1988 1992           | |
|                                                           | Learjet C-21                          | USA                 | transport pasażerski                              | C-21A                                                                              | 27                  | 1984                | |
|                                                           | Boeing C-32                           | USA                 | transport VIP                                     | C-32AC-32B                                                                         | 42                  | 1998                | |
|                                                           | Gulfstream C-37                       | USA                 | transport pasażerski                              | C-37AC-37B                                                                         | 93                  | 19982010            | |
|                                                           | Boeing C-40 Clipper                   | USA                 | transportowy/pasażerski/VIP                       | C-40BC-40C                                                                         | 47                  | 2002                | Wersja B ma dodatkowe systemy komunikacyjne. |
|                                                           | Lockheed C-130 Hercules               | USA                 | średni transportowiec                             | C-130HLC-130H                                                                      | 24410               | 1974                | C-130 weszły do służby w 1958 roku, LC-130 to wersja arktyczna.                                                                                  |
|                                                           | Lockheed C-130J Super Hercules        | USA                 | średni transportowiec                             | C-130J/J-30                                                                        | 104                 | 2004                | Zamówiono 129. |
|                                                           | Boeing VC-25                          | USA                 | Samolot prezydenta                                | VC-25A                                                                             | 2                   | 1990                | |
|                                                           | De Havilland Canada DHC-6 Twin Otter  | Kanada              | wielozadaniowy                                    | UV-18B                                                                             | 3                   | 1977                | Trening spadochroniarzy. |
|                                                           | Bell-Boeing V-22 Osprey               | USA                 | wielozadaniowy                                    | CV-22B                                                                             | 43                  | 2009                | Hybrydowy VTOL, zamówiono 50. |
|                                                           |                                       |                     |                                                   |                                                                                    | 767                 |                     | |
| Samoloty szkolno-treningowe                               |                                       |                     |                                                   |                                                                                    |                     |                     | |
|                                                           | Raytheon T-1 Jayhawk                  | USA                 | szkolenie na maszyny wielosilnikowe               | T-1A                                                                               | 98                  | 1993                | Dostarczono 180. |
|                                                           | Beechcraft T-6 Texan II               | USA                 | szkolenie podstawowe                              | T-6A                                                                               | 442                 | 2001                | Dostarczono 452. |
|                                                           | Northrop T-38 Talon                   | USA                 | szkolenie zaawansowanetrening bojowy              | T-38AT-38CAT-38B                                                                   | 544426              | 19612002            | |
|                                                           | Cessna T-41 Mescalero                 | USA                 | szkolenie wstępne                                 | T-41C                                                                              | 4                   | 1968                | |
|                                                           | Cessna T-51                           | USA                 | szkolenie wstępne                                 | T-51A                                                                              | 3                   | 1970                | |
|                                                           | Diamond DA40                          | Austria · Kanada    | szkolenie wstępne                                 | T-52A                                                                              | 20                  | b/d                 | |
|                                                           | Cirrus SR20                           | Stany Zjednoczone   | szkolenie wstępne                                 | T-53A Kadet II                                                                     | 24                  | 2012                | |
|                                                           | LET TG-10                             | Czechy              | szybowiec szkolny                                 | TG-10B MerlinTG-10C KestrelTG-10D Kestrel                                          | 1234                | 2002                | |
|                                                           | Schempp-Hirth TG-15                   | Niemcy              | szybowiec szkolny                                 | TG-15A Duo DiscusTG-15B Duo 2B                                                     | 23                  | b/d                 | |
|                                                           |                                       |                     |                                                   |                                                                                    | 1917                |                     | |
| Śmigłowce                                                 |                                       |                     |                                                   |                                                                                    |                     |                     | |
|                                                           | Sikorsky HH-60 Pave Hawk              | USA                 | Combat SAR                                        | HH-60GHH-60U                                                                       | 933                 | 19822012            | Utracono 13 HH-60G. HH-60U to przebudowane UH-60M. Zostaną zastąpione przez 112 HH-60W.                                                          |
|                                                           | Bell UH-1N Twin Huey                  | USA                 | wielozadaniowy                                    | UH-1N                                                                              | 62                  | 1970                | Zadania transportowe, łącznikowe, obserwacyjne na rzecz baz ICBM wojsk strategicznych.                                                           |
|                                                           | Bell UH-1 Iroquois                    | USA                 | treningowy                                        | TH-1H                                                                              | 28                  | 1970                | |
|                                                           | Boeing MH-139 Grey Wolf               | USA                 | wielozadaniowy                                    | MH-139                                                                             | 8                   | 2024                | Zastępuje UH-1N. Włoski Leonardo AW139 produkowany przez Boeinga.                                                                                |
|                                                           |                                       |                     |                                                   |                                                                                    | 194                 |                     | |
| Bezzałogowe aparaty latające                              |                                       |                     |                                                   |                                                                                    |                     |                     | |
|                                                           | MQ-9 Reaper                           | USA                 | bojowy BSL                                        | MQ-9B                                                                              | 244                 | 2007                | Zamówiono 319. |
|                                                           | RQ-4 Global Hawk                      | USA                 | rozpoznawczy BSL                                  | RQ-4B                                                                              | 9                   | 2008                | |
|                                                           | Lockheed Martin RQ-170 Sentinel       | USA                 | BSL typu stealth                                  |                                                                                    | 20+                 | 2007                | Jeden utracono w Iranie. |
|                                                           |                                       |                     |                                                   |                                                                                    | 273                 |                     | |
| Suma                                                      |                                       |                     |                                                   |                                                                                    |                     |                     | |
|                                                           |                                       |                     |                                                   |                                                                                    | 5 522               |                     | |
| Wyposażenie niestandardowe (Non-standard aviation assets) |                                       |                     |                                                   |                                                                                    |                     |                     | |
|                                                           | Embraer EMB 314 Super Tucano          | Brazylia            | samolot przeciwpartyzancki                        | A-29                                                                               | 3                   | 2022                | Zakupione dla sił specjalnych, przeniesione do USAF Test Pilot School.                                                                           |
|                                                           | CASA C-295                            | Hiszpania           | transportowy                                      | C-295W Persuader                                                                   | 2                   | 2022                | Zastąpiły CN-235. |
|                                                           | C-146A Wolfhound                      | Niemcy              | transportowy                                      | Do 328-110                                                                         | 21                  | 2011                | 524 SOS |
|                                                           | Pilatus U-28A                         | Szwajcaria          | wielozadaniowy                                    | PC-12/47E                                                                          | 19                  | 2007                | 318, 319 SOS; Jeden rozbił się w 2012 w Dżibuti.                                                                                                 |
|                                                           | Mi-17                                 | ZSRR                | śmigłowiec transportowy/treningowy                | Mi-171                                                                             | 1                   | 2002                | 6th Special Operations Squadron, Eglin AFB |
|                                                           | Bombardier Q-200                      | Kanada              | transportowy                                      | Dash 8                                                                             | 1                   | 2005                | 524th Special Operations Squadron, Cannon AFB |

Źródło: Air Force Magazine Almanac 2016

## Personel
W USAF służbę wojskową pełni 332 854 żołnierzy służby czynnej oraz 106 700 Gwardii Narodowej, zatrudnionych jest 185 522 cywilów, kolejnych 110 274 rezerwistów Air Force Reserve Command utrzymuje stan gotowości. Dane na 2012:
- 65 428 oficerów
- 263 372 żołnierzy niższych stopni
- 4054 kadetów

Air National Guard:
- 14 540 oficerów
- 92 160 żołnierzy niższych stopni

### Miejsca stacjonowania żołnierzy USAF
Żołnierze służby czynnej, stan na 2011:
- USA i terytoria – 275 608 czynnych żołnierzy
- Europa (Niemcy, Włochy, Wielka Brytania itd.) – 30 787
- Azja Wschodnia i Pacyfik (Japonia, Korea Płd. itd.) – 12 797
- Afryka i Bliski Wschód (bez Afganistanu i Iraku) – 528
- Półkula zachodnia – 296
- Inne – 13 354

### Największe bazy USAF na terenie USA
Poniżej podana jest liczba (w tysiącach) żołnierzy USAF znajdująca się w tych bazach (stan na 2005):
- Lackland Air Force Base, Teksas – 17,2 żołnierzy
- Langley AF Base, Wirginia – 8,5; położona nieopodal kwatery CIA
- Eglin AF Base, Floryda – 7,4
- Hurlburt Field, Floryda – 7,2
- Nellis AF Base, Nevada – 7,1
- Travis AF Base, Kalifornia – 6,6
- Air Force Academy, Kolorado – 6,3
- Davis-Monthan AF Base, Arizona – 6,3
- Offutt AF Base, Nebraska – 6,3
- Elmendorf AF Base, Alaska – 6,3

Na terytorium Iraku 1 XI 2006 przebywało 8012 żołnierzy USAF i 949 rezerwistów z USAF Reserve. W Iraku zginęło dotychczas 32 żołnierzy USAF, a 222 zostało rannych. W Afganistanie zginęły 24 osoby, a 66 zostało rannych (stan na 9 czerwca 2007). Air Force Reserve straciło w Iraku 3 zabitych i 11 rannych, a w Afganistanie nie poniosło dotychczas żadnych strat.